# Шаэрраведд
«Шаэрраведд» (англ. Shaerrawedd) — первая серия третьего сезона американского телесериала «Ведьмак». Её режиссёром является Стивен Сурджик, сценарий написал Михаэль Островский. Премьера состоялась 29 июня 2023 года на Netflix.

## Сюжет
Литературной основой сценария серии стали произведения писателя-фантаста Анджея Сапковского. Главные герои — ведьмак Геральт из Ривии, его «дитя неожиданности» Цирилла из Цинтры и его возлюбленная Йеннифэр из Венгерберга. Их судьбы разворачиваются на фоне масштабной политической игры, в ходе которой решается судьба целого континента. Основной источник сюжетного материала для всего третьего сезона — книга Сапковского «Час презрения».

## В ролях
- Генри Кавилл — Геральт из Ривии
- Фрейя Аллан — княжна Цирилла
- Аня Чалотра — Йеннифэр из Венгерберга

## Оценки
Первые рецензенты дали эпизоду неоднозначные оценки. Прозвучало мнение, что сцены, снятые на высоком уровне, соседствуют с чем-то низкокачественным. Это же касается и диалогов.
Американский критик Брэдли Расселл из Total Film заявил, что «Шаэрраведд» слишком высоко поднял планку для последующих серий (они, по его мнению, заметно хуже).